# Nivellierlatte
Die Nivellierlatte ist ein in der Geodäsie verwendeter Maßstab. Sie beschreibt den lotrechten Abstand zwischen dem horizontalen Zielstrahl des Nivellierfernrohrs und dem Aufsetzpunkt der Latte und gibt vor allem beim geometrischen Nivellement den vertikalen Maßstab vor. Darüber hinaus dient sie als Zielpunkt für ein exakt horizontiertes Messgerät, das Nivellierinstrument.

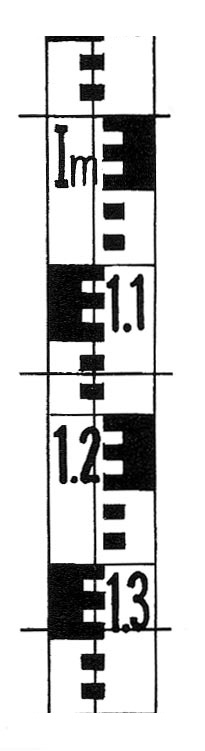
E-Latte

## Einführung
Im Allgemeinen sind Nivellierlatten aus getrocknetem Kiefern- oder Eschenholz hergestellt, auch eine metallische Bauweise ist möglich. Ihre Form ist rechteckig mit einer Breite von 6–9 cm und einer Höhe von meist 3–4 m. Weiterhin werden oft Rippen zur Versteifung und zum Schutz der Lattenteilung angebracht. An beiden Seiten der Latte befinden sich Haltegriffe, die der besseren Handhabung dienen. Die Ausführungen der Nivellierlatte sind sehr vielseitig: Einklappbar, aus Einzelsegmenten zusammensteckbar oder als Teleskoplatte. Ein Ölanstrich und wetterfester Lack schützen gegen Feuchtigkeit, ein metallischer Fußbeschlag rechtwinklig zur Lattenlängsachse mit ebener Aufsetzfläche vor Beschädigung und er legt den Nullpunkt fest.

## Arten/Bauweisen
Je nach Art und Ziel der Anwendung kommen verschiedene Nivellierlatten zum Einsatz. Sie unterscheiden sich hinsichtlich ihrer Skalenteilung, Materialverwendung und der erreichbaren Genauigkeit der Ablesung.

Nivellierlatten
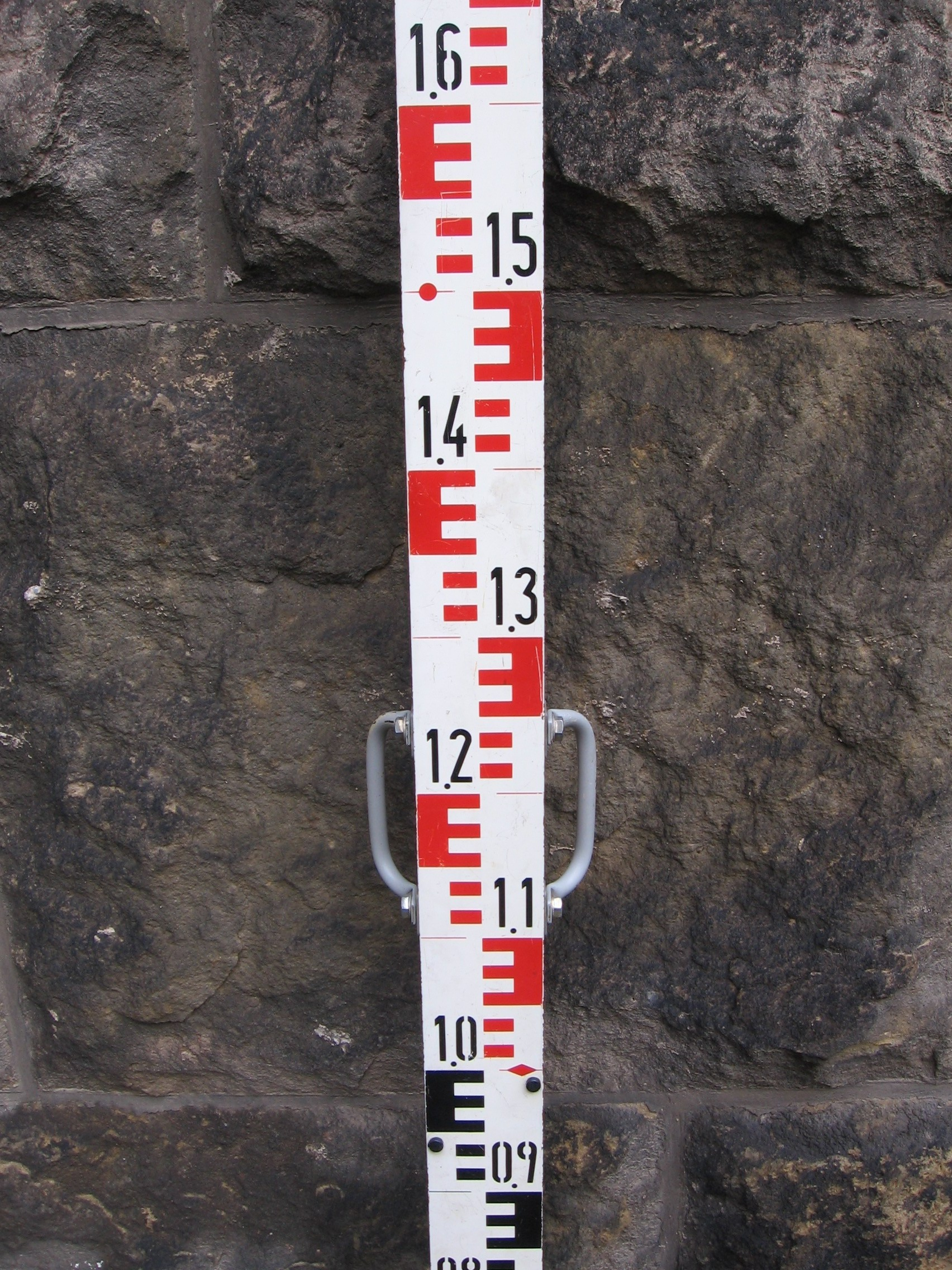
Einfache Latte mit E-Teilung
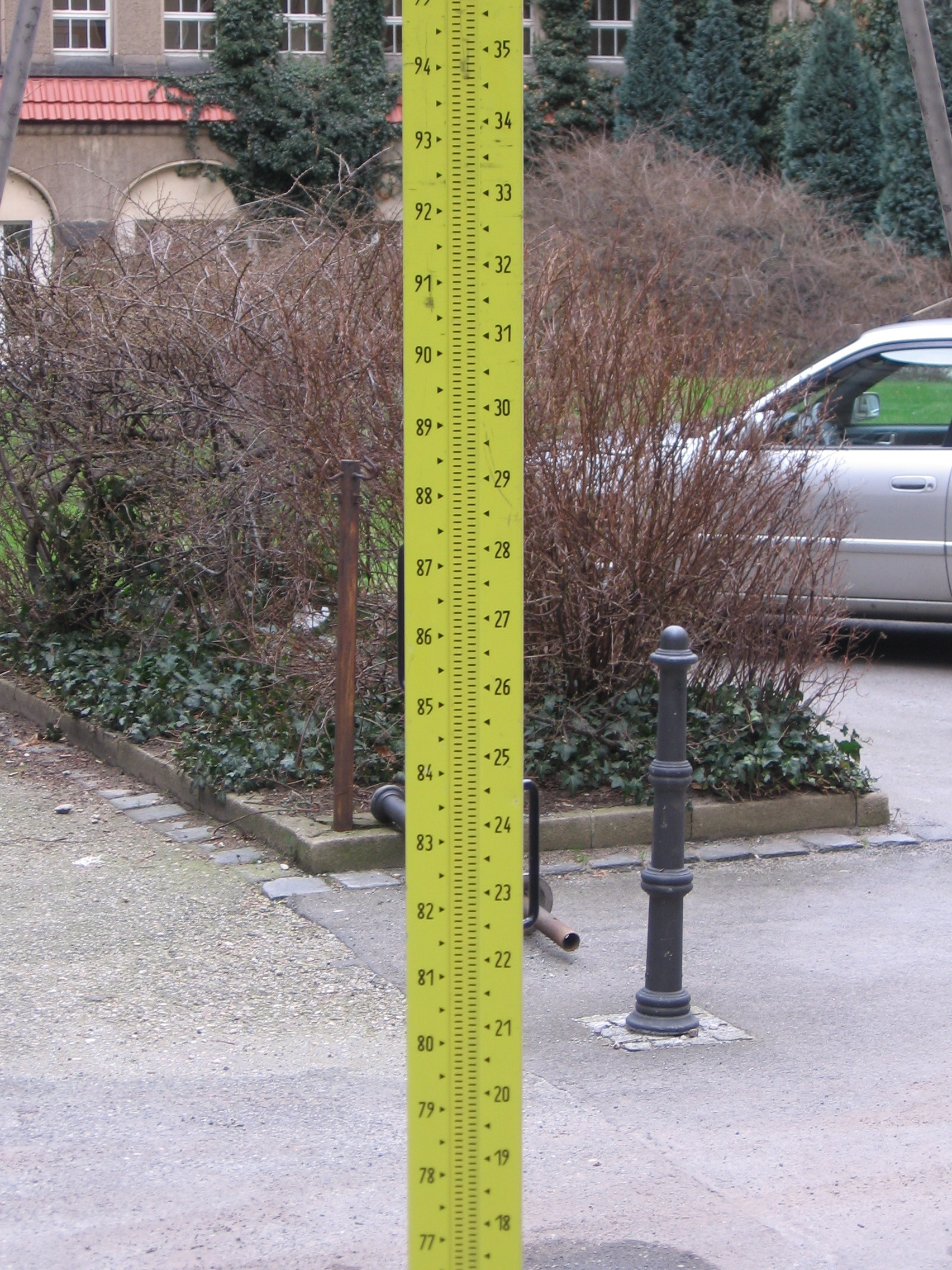
Zweiskalenlatte
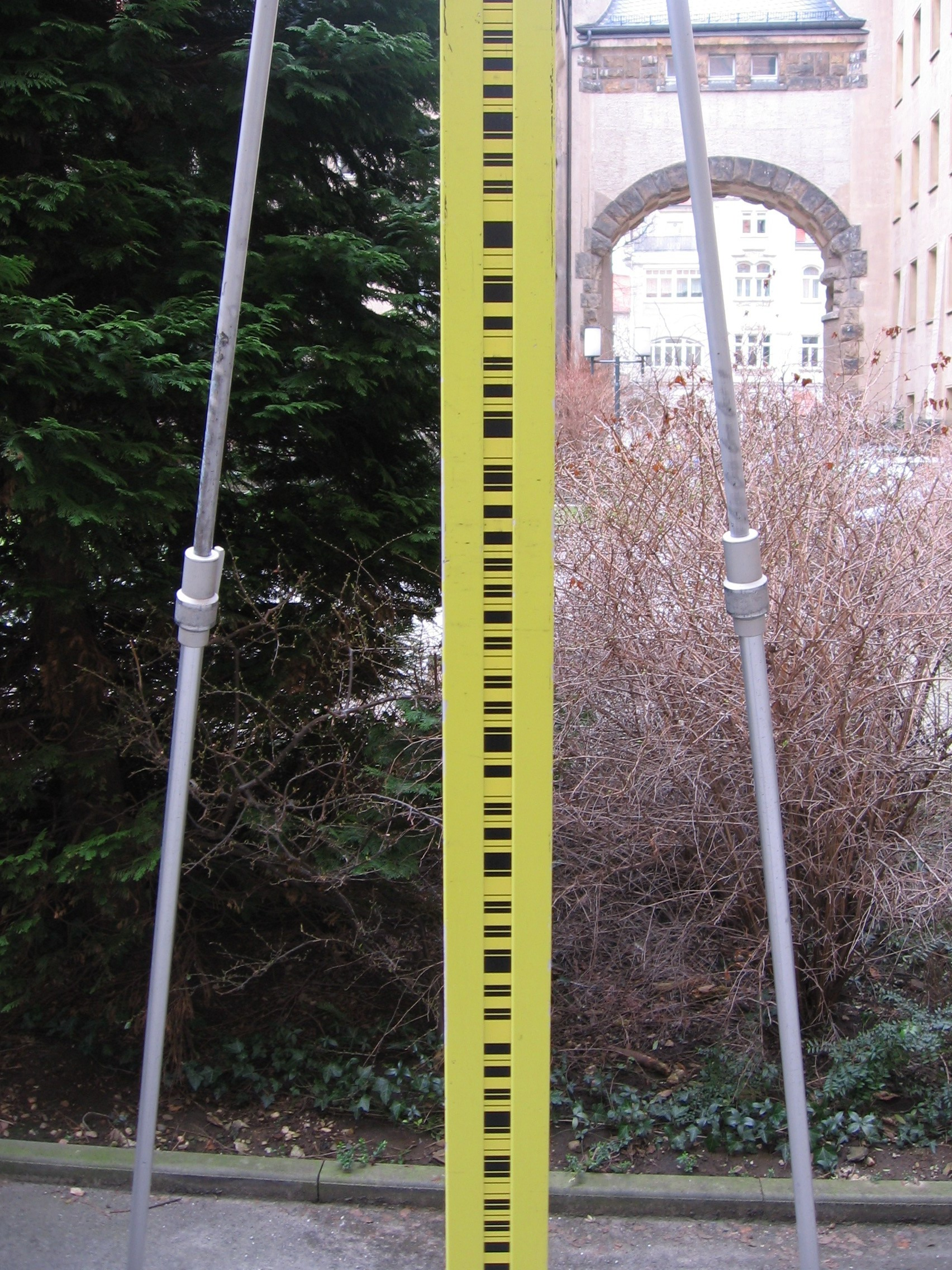
Codelatte

### Einfache Latte (DIN 18703)
Die einfache Latte zeichnet sich durch ihre relativ einfache Felderteilung aus. Große arabische Ziffern zu Beginn des dazugehörigen Feldes kennzeichnen die dm-Einteilung. Innerhalb eines Abschnittes wird durch dickere Striche die cm-Einteilung deutlich. Zwischen diesen kann der Millimeter nur durch Schätzung ermittelt werden. Der farbliche Wechsel, meist rot/weiß oder schwarz/weiß, vermindert grobe Ablesefehler. Die metrische Einteilung der Latte wird aufgrund ihres Aussehens als E-Teilung bezeichnet, deshalb auch der Name E-Latte.
Infolge von Irradiation kann es zu Fehlern bei der Millimeterabschätzung kommen. Weiße Felder auf schwarzem Grund wirken dadurch größer als schwarze auf weißem. Diesem Effekt wird bei anderen Ausführungen einfacher Latten durch die Schachbrettteilung entgegengewirkt.

### Präzisionslatte (DIN 18717)
Beim Präzisionsnivellement müssen spezielle Präzisionslatten eingesetzt werden. Sie haben ebenfalls einen Rahmen aus Holz oder Leichtmetall, jedoch ist im Gegensatz zu einfachen Latten ein Invarband mit ca. 200 N Zugkraft eingespannt. Damit erreicht man eine hohe Resistenz gegen Längenänderungen aufgrund von Temperaturschwankungen. Weiter genauigkeitssteigernd wirkt sich eine differenziertere Skaleneinteilung aus. Zum einen erhält man durch die ½-cm-Einteilung eine präzisere Ablesung, zum anderen ermöglicht die Verwendung zweier zueinander versetzter Skalen doppelte Ablesewerte, die der Ablesungskontrolle dienen.
Digitale Nivellierinstrumente verwenden zur Bestimmung der Höhenablesung keine analogen Zahlen, die auf der Latte aufgebracht sind. Der Messwert wird durch digitale Signalverarbeitung erzeugt. Dementsprechend müssen auch die Nivellierlatten angepasst werden. Sie sind ebenfalls mit einem Invarband ausgestattet, auf denen ein herstellerspezifischer Binärcode aufgetragen ist (Vgl. Barcode). Die Ablesung erfolgt nun durch Vergleich des durch das Fernrohr sichtbaren Lattenausschnitts mit einem geräteintern gespeicherten Bild der Latte.

## Fehler und Beseitigung

### Fehlerhafte Dosenlibelle
Um die Dosenlibelle an der Nivellierlatte zu überprüfen, wird ein frei schwingendes Lot benutzt. Dieses ermöglicht das exakte Senkrechtstellen der Latte. Sollte die Blase der Dosenlibelle dabei nicht in der Mitte einschwingen, kann sie mittels Justierschrauben genau ausgerichtet werden.

### Nullpunktfehler
Beim Anbringen des Stahluntersatzes bzw. nach häufigem Aufsetzen der Nivellierlatte kann es passieren, dass die Unterkante der Latte nicht mehr exakt dem Nullpunkt der Latteneinteilung entspricht. Kommt nur eine Latte im Laufe eines Nivellements zum Einsatz, wird der konstante Fehler durch die Differenzbildung von Rück- und Vorblick eliminiert. Arbeitet man mit zwei Latten, kann diese Abweichung durch eine gerade Anzahl von Instrumentenaufstellungen beseitigt werden. Sollte dies nicht möglich sein, muss der Nullpunktfehler ermittelt und an die Messungen angebracht werden.
Dazu werden mehrere Lattenaufstellungen verwendet, die von einem Instrumentenstandpunkt aus sichtbar sind. Nun muss jede der beiden Latten nacheinander auf alle Lattenuntersätze aufgestellt werden und die Höhen sind mittels horizontiertem Nivellier abzulesen. Aus den Differenzen zwischen den entsprechenden Ablesungen an beiden Latten ist der Nullpunktfehler bestimmbar.

### Aufsetzflächenfehler
Ähnlich wie beim Nullpunktfehler kann es passieren, dass die Aufsetzfläche nicht eben bzw. nicht rechtwinklig zur Latteneinteilung ist. Zur Überprüfung wird die Latte auf 7 Punkte, die über der Aufsetzfläche verteilt sind, aufgesetzt. Dabei ist zu beachten, dass die Mitte inbegriffen sein muss. Die Unterschiede der Lattenablesungen zur Mittelaufstellung weisen nun auf eine Unebenheit des Stahluntersatzes hin. Beim Nivellement ist darauf zu achten die Latte stets in der Mitte der Aufsetzfläche auf den Lattenuntersatz aufzustellen.

### Lattenteilung
Die Überprüfung der Latteneinteilung hat zum Ziel, die innere Teilungsgenauigkeit und die absolute Länge des Lattenmeters zu kontrollieren. Aufgrund von Ungenauigkeiten bei der Herstellung der Latte kann es passieren, dass die vertikale Einteilung Abweichungen von den cm-Abständen aufweist und dieser zusätzlich linear mit der Latteneinteilung anwächst. Diese systematischen Abweichungen spielen erst bei präzisen Nivellements höchster Genauigkeit und großen Höhenunterschieden eine Rolle. Die Untersuchung der Latteneinteilung wird mit einem Vergleichsmaßstab oder auf einer Komparatorbahn mit Interferometer durchgeführt.

### Weitere Fehlereinflüsse
Weitere Ungenauigkeiten bei der Arbeit mit einer Nivellierlatte entstehen durch Durchbiegung der Latte, mangelhafte Verschlüsse und Scharniere bei Klapplatten und lockere Fußbeschläge. Diese können aber nur durch sorgfältigen Umgang und Lagerung der Latte vermieden werden.

## Zubehör
Der Lattenschuh garantiert, dass die Nivellierlatte immer mit dem gleichen Punkt der Aufsetzfläche auf den Frosch aufgesetzt wird. Dadurch wird vermieden, dass sich Aufsetzflächenfehler negativ auf die Messungen auswirken.
Zu einem unabdingbaren Zubehör bei der Arbeit mit Nivellierlatten gehört der Frosch. Er „markiert“ einen festen Punkt und versichert innerhalb des geometrischen Nivellements das Aufhalten desselben Punktes bei Drehung der Latte.
Bei Präzisionsnivellements und schwierigen Windverhältnissen können Haltestangen zur Erhöhung der Stabilität verwendet werden. Sie bewirken eine starke Verminderung des Schwankens der Latte und sind demnach genauigkeitssteigernd.
Das wahrscheinlich wichtigste Hilfsmittel, welches in jedem Fall zur Nivellierlatte gehört und meist fest angebaut wird, ist die Dosenlibelle. Sie ermöglicht die lotrechte Aufstellung der Latte und beeinflusst entscheidend die Genauigkeit und das Gelingen des geometrischen Nivellements.